# İmamoğlu
İmamoğlu este un oraș din Turcia.

## Legături externe
- Site oficial Arhivat în 9 aprilie 2008, la Wayback Machine.

1. ↑   http://postakodu.ptt.gov.tr/ Lipsește sau este vid: |title= (ajutor)